# Provincia di Eustaquio Méndez
La provincia di Eustaquio Méndez è una delle 6 province del dipartimento di Tarija nella Bolivia meridionale. Il capoluogo è la città di Villa San Lorenzo.
Al censimento del 2001 possedeva una popolazione di 32.038 abitanti.

## Geografia antropica

### Suddivisioni amministrative
La provincia è suddivisa in 2 comuni:
- El Puente
- Villa San Lorenzo